# Moebius (pel·lícula de 1996)
Moebius és una pel·lícula argentina del 1996 dirigida per Gustavo Mosquera R. Guanyà el premi al "New directors, New films", del Museu Metropolità d'Art de Nova York, com un dels "Millors nous directors del 1997"; International Film Festival of Puerto Rico (Special Jury Award And Fipresci); Huelva International Film Festival" (Best Screenplay and Special Jury Mention Award); a La Havanna International Film Festival per la Best Photography and Best Sound; a la Viennale, el Fipresci Award; al First Bangkok International Film Festival, com a Best Foreign Feature Film.
La idea de la pel·lícula i la seua producció prové de professors universitaris i alumnes universitaris. El guionista s'inspirà amb l'esdeveniment de la desaparició d'un metro del relat curt escrit pel científic A. J. Deutsch, "A Subway Called Moebius" (publicat el 1950). La filmació durà 12 setmanes amb un cost de 250.000 $ americans.